# Ray Dee Ohh
Ray Dee Ohh egy dán popzenei együttes volt, amely 1988 és 1992 között működött, és az előzőleg feloszlott Tøsedrengene és a The Lejrbåls tagjaiból jött létre.

## Tagok
- Maria Bramsen (vokál)
- Caroline Henderson (vokál)
- Michael Bruun (gitár)
- Poul Halberg (gitár)
- Jan Sivertsen (dob)
- Simon West (billentyűs hangszerek)
- Christian Dietl (basszus)

## Diszkográfia

### Albumok
- Ray Dee Ohh (1989)
- Too (1990)
- Radiofoni (1991)

### Válogatások
- All The Hits (1996)
- De største og de bedste (2002)

## Fordítás
- Ez a szócikk részben vagy egészben  a   Ray Dee Ohh című angol Wikipédia-szócikk fordításán alapul.  Az eredeti cikk szerkesztőit annak laptörténete sorolja fel. Ez a jelzés csupán a megfogalmazás eredetét és a szerzői jogokat jelzi, nem szolgál a cikkben szereplő információk forrásmegjelöléseként.